# Battaglione "Zarja"
Il Battaglione popolare di liberazione di Lugansk "Zarja" (in russo Луганский народно-осободительный батальон «Заря»?, Luganskij narodno-osoboditel'nyj batal'on «Zarja»), noto anche semplicemente come Battaglione "Zarja", è stata un'unità militare della Milizia Popolare di Lugansk formatasi nel maggio del 2014 all'interno dell'Esercito del Sud-Est.

## Storia

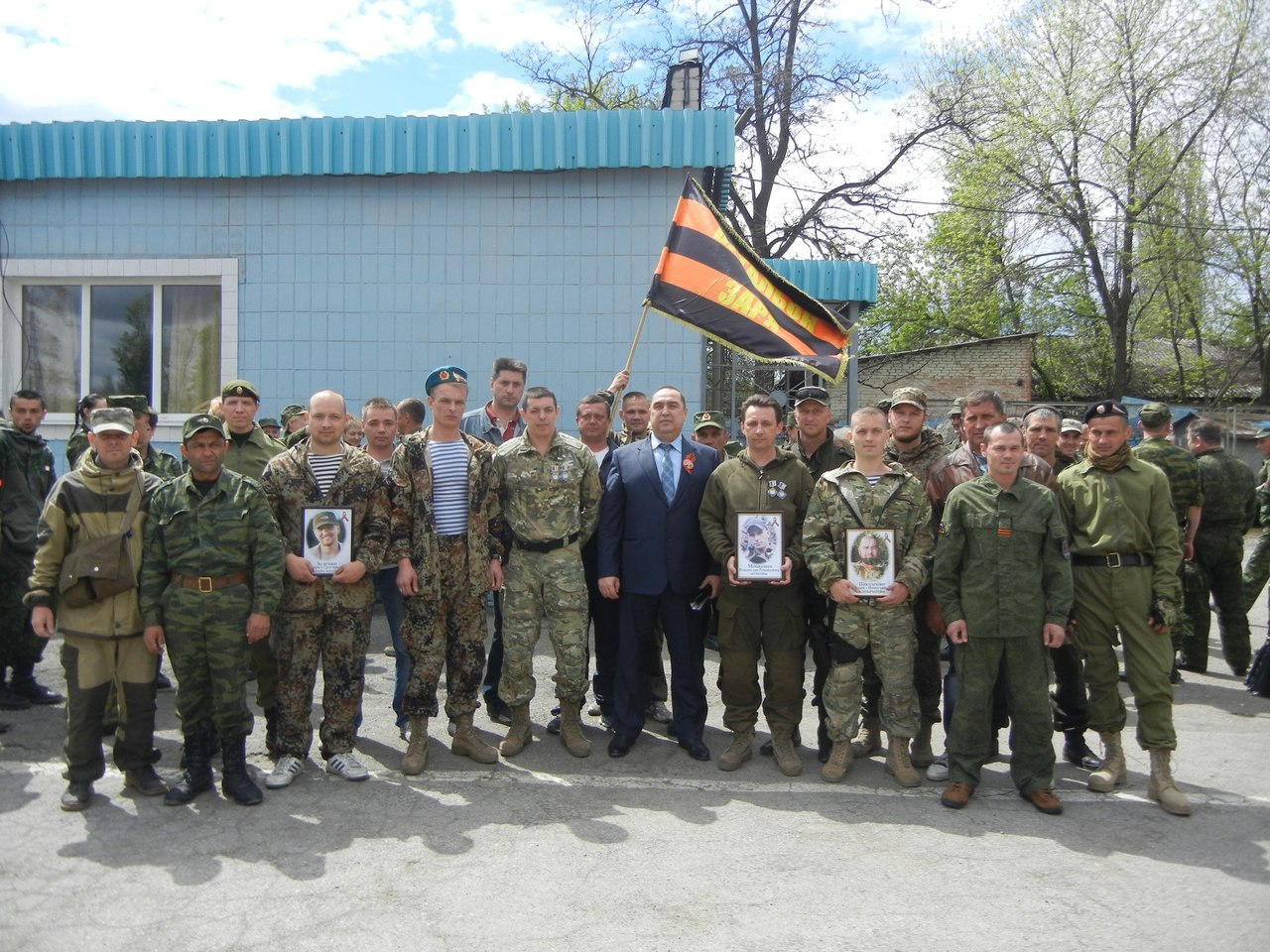
Igor' Plotnickij e vari miliziani del Battaglione Zarja nel maggio 2015

L'unità venne fondata il 5 maggio del 2014, prendendo il nome "Zarja" (in italiano "Alba") dalla squadra di calcio della città di Luhans'k, sotto il comando dell'ex maggiore Igor' Plotnickij. Ad agosto il battaglione arrivò a comprendere 800 uomini.
Il 17 giugno del 2014, nel villaggio di Metalist, il Battaglione Zarja riuscì a sconfiggere il battaglione ucraino "Ajdar" e a catturare Nadija Savčenko. Il 19 giugno presso lo stesso villaggio subì pesanti perdite ad opera del 15º Battaglione d'assalto da montagna delle forze armate ucraine.
Il 1º novembre 2014 il battaglione è entrato a far parte della 2ª Brigata della Milizia Popolare di Lugansk come 1º Battaglione fucilieri motorizzato.

## Struttura
All'interno dell'unità erano presenti le cosiddette Interbrigate, ala armata del partito nazionalbolscevico L'Altra Russia. Tuttavia la stella rossa presente nello stemma del Battaglione "Zarja" indicava una posizione politica molto più vicina al comunismo piuttosto che al nazionalismo.